# Michael Fitchett
Michael Fitchett, né le 20 septembre 1982 à Nelson, en Nouvelle-Zélande, est un ancien joueur néo-zélandais de basket-ball, évoluant au poste de meneur.

## Palmarès
- Champion d'Océanie 2009